# Rejon nowiczichinski
Rejon nowiczichinski (ros. Новичихинский район) – rejon na terenie wchodzącego w skład Rosji syberyjskiego Kraju Ałtajskiego
Rejon leży w południowo-zachodniej części Kraju Ałtajskiego i ma powierzchnię 3,1 tys. km². Na jego obszarze żyje ok. 11,5 tys. osób; całość populacji stanowi ludność wiejska, gdyż w skład tej jednostki podziału terytorialnego nie wchodzi żadne miasto. Ludność rejonu zamieszkuje w 16 wsiach.
Ośrodkiem administracyjnym rejonu jest  wieś Nowiczicha.
Rejon został utworzony w 1925 r.